# Staré telavivské centrální autobusové nádraží

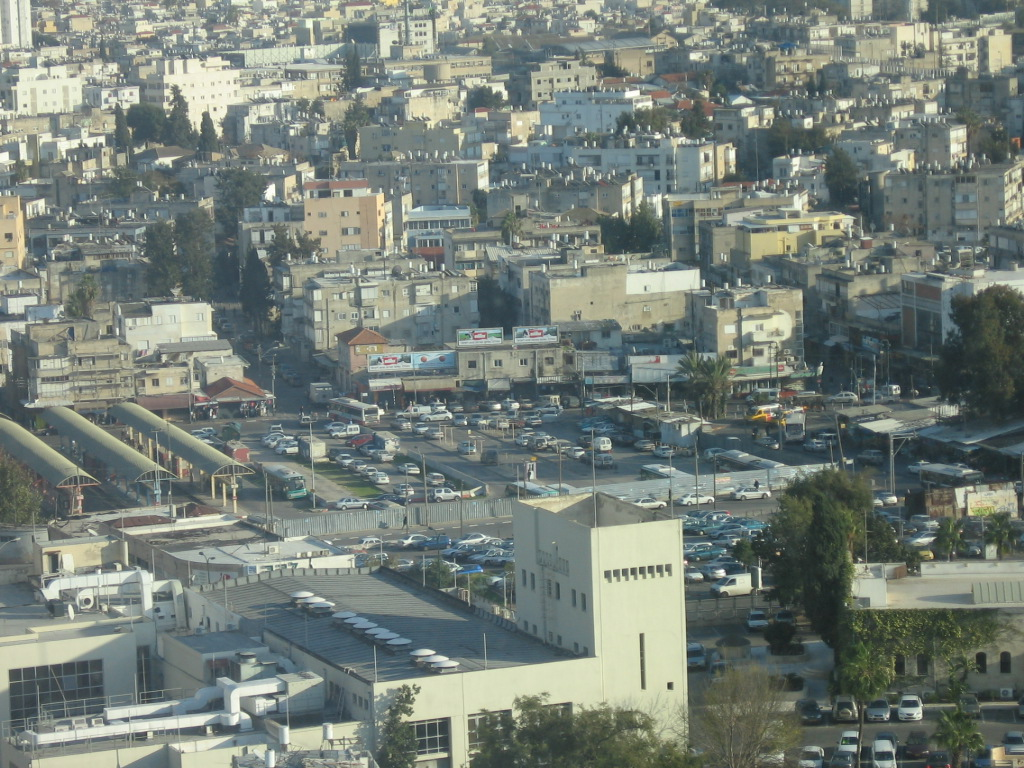
Celkový pohled na bývalé nádraží a okolní zástavbu čtvrtě Neve Ša'anan

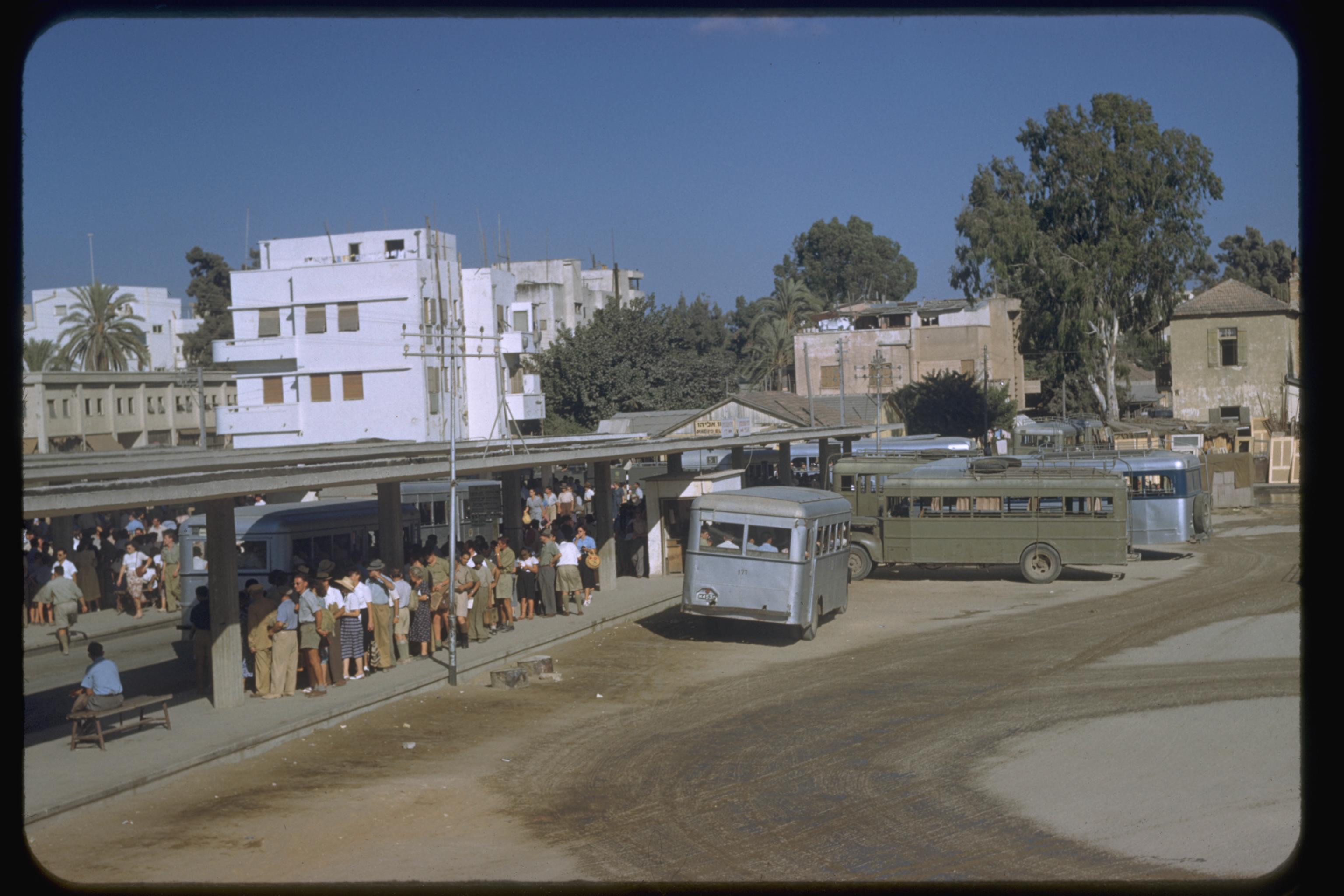
Provoz na starém autobusovém nádraží na archivním snímku z roku 1950

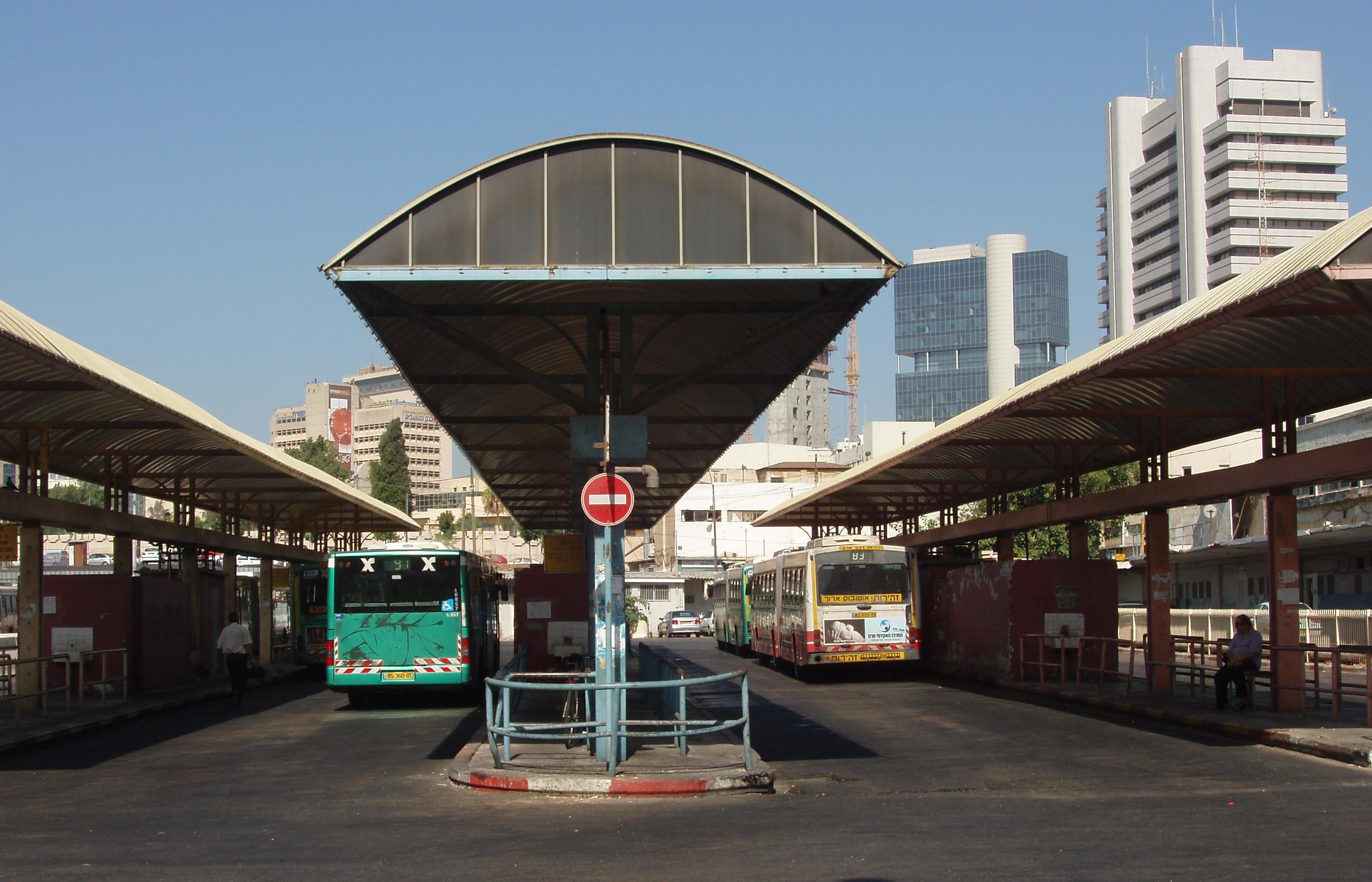
Areál starého autobusového nádraží na snímku z roku 2006

Staré telavivské centrální autobusové nádraží (hebrejsky: התחנה המרכזית הישנה של תל אביב, Tachana ha-merkazit ha-jašana šel Tel Aviv) bylo autobusové nádraží v jižní části Tel Avivu v Izraeli, v městské části Neve Ša'anan, správním obvodu Rova 8 a samosprávné územní jednotce Rova Darom.

## Geografie
Leželo v jižní části Tel Avivu, cca 2 kilometry od pobřeží Středozemního moře, v nadmořské výšce okolo 30 metrů. Nádraží bylo na uliční síť napojeno pomocí ulic ha-Šomron, Derech Menachem Begin a Salomon.

## Dějiny
Bylo zřízeno roku 1941 pro potřeby rychle rostoucího velkoměsta Tel Aviv. Od roku 1993 jeho roli převzalo Telavivské centrální autobusové nádraží postavené několik set metrů jihovýchodně odtud. Původní terminál pak byl využíván pro některé linky a roku 2009 byl dopravním podnikem Egged zcela opuštěn a zbořen.